# Новосёлки (Новосёлковский сельсовет, Витебская область)
Новосёлки (бел. Навасёлкі) — агрогородок в Новосёлковском сельсовете Поставского района Витебской области Беларуси. Административный центр Новосёлковского сельсовета.

## География
В 12 км на от Постав, 190 км от Минска, 2 км от железнодорожной станции Новоселки.

## История
В 1774 году деревня Новосёлки впервые упоминается в метрических книгах Лучайского костёла.
«Новосёлки. 14 августа 1774 года ксендз Фаддей Стрынкевич, комендант Лучайского прихода, окрестил девочку по имени Марта, дочь Максима и Дороты Дубовиков. Крестными были Симон Дубовик и Катарина Лещиковна».
Во времена Российской империи деревня называлась Новоселки-Лучайские. В деревне насчитывалось около 40 домов по 6-8 человек на дом. Всего в деревне проживало около 250 человек. Не было никаких государственных учреждений. Новоселки — такое название образовалось от того, что усадьбы занимали переселенцы с соседних деревень. Ни школы, ни больницы в селе не было.
В 1939 году в деревню пришли Советы, открылась начальная школа. Первой учительницей в школе была Голубева Людмила Казимировна, она каждый день за 5 км приходила с Петраг, чтобы учить детей. Школа располагалась в деревенском доме. Людмила Казимировна была не только учительницей, но и писарем, и доктором, и даже судьей, ей часто приходилось разбирать споры между жителями деревни.
В 1947 году построили деревянное здание новой школы. Директором школы был назначен учитель из Постав — Барадович Владимир Константинович.
В 1949 году в деревне Новоселки был создан колхоз «Рассвет». Первым председателем колхоза был Мацур Никодим. Техники в колхозе не было. Жали, сеяли и молотили вручную. Платили колхозникам за работу зерном, сахаром, маслом, картофелем, свеклой. Трудно было руководить колхозом, поэтому один председатель изменял другой. После Н.Мацура председателем стал Курилович Владимир, потом Иванов Антон, Евдокимов Михаил, Ильин Сергей. Чтобы легче было управлять колхозам на собрании выбрали бригадира Дубовика Мечислава. Мало мужчин было в деревне после войны, многие не вернулись, некоторые поехали в город, чтобы заработать деньги и прокормить семью. Вся работа в колхозе легла на женские плечи. Через некоторое время в колхозе появился первый гусеничный трактор.
В 1950 году из старого сарая было построено здание, где разместились клуб, изба-читальня, бухгалтерия колхоза. Первым заведующим клуба и домом-читальней был Франц Лапушинский. Он смог сплотить вокруг себя молодежь. Вечерами молодежь собиралась в клубе, были созданы кружки художественной самодеятельности, готовились концерты, проводились различные праздники.

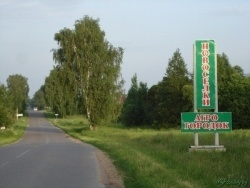
Въезд

В 1953 году в деревне Новоселки был построен дом, в котором разместился фельдшерско -акушерский пункт, сюда приехал работать Казимиров И. С. Понемногу в колхозе начали проводить электрификации. В колхоз поступали новые трактора, машины, молодежь отправляли учиться за счет колхоза на механизаторов, электриков, шаферов. Построили ещё два здания школы, где открылась школа-восьмигодка, стала работать вечерняя школа, в которой занималась молодежь, не получившая ранее образования.
В 1968 году колхоз, который уже назывался колхозом имени Суворова, возглавил Володько А. А., с приходом которого началась новая страница в летописи колхоза. Положительные сдвиги произошли в развитии сельского хозяйства. О том, что в колхозе планомерно осуществлялась программа социального обновления населенных пунктов свидетельствовали дела: открылись добротные сад-ясли, построена средняя и музыкальная школы, столовая, магазин и гостиница. Из года в год растет к олхозная семья не только за счет молодых сельчан, но и приезжих.
В 1986 году в колхоз из других мест приехали 22 семьи, в 1987 году — ещё 17. Колхозом были построены дома, с количеством квартир — 246. Детский сад в Новоселках на 100 мест заполнен полностью.

## Население
- 1999 год — 891 человек.
- 2009 год — 736 (742) человек[3].
- 2019 год — 651 человек

## Улицы
- Боровая
- Ломижинская
- Молодёжная
- Набережная
- Школьная